# Джміль оперезаний
Джміль оперезаний (Bombus zonatus) — вид перетинчастокрилих комах з роду Джмелі.

## Поширення
Палеарктичний вид. Ареал збігається з межами сучасних і минулих кліматичних степових ландшафтів. Поширений у Європі та північній Азії, крім Китаю.
В Україні зустрічається в Харківській, Дніпропетровській, Донецькій, Луганській, Одеській, Миколаївській областях і в Криму. Рідкісний вид, зустрічається локально.

## Морфологічні ознаки
Дуже мінливий вид. Жовта перев'язка на задній частині спинки може бути відсутня. 2–3 тергуми в жовтих волосках, 4–5 — в чорних, у окремих екземплярів щитик і 4-й тергум в жовтих волосках. Тіла маток завдовжки до 25 мм, самців — 12–15 мм. Робочі особини, особливо у першому виводку, значно менші за матку.

## Особливості біології
Соціальний вид. Молоді запліднені матки навесні після зимівлі самостійно будують гнізда в заглибленнях на поверхні землі під мохом або сухим листям. Потім усі роботи в гнізді та по заготівлі пилку і нектару виконують робочі особини, які літають з травня до серпня. Самці та нові молоді матки народжуються лише наприкінці літа та у вересні. Самиці запліднюються самцями восени, після чого зимують під землею в нірках мишоподібних гризунів або під мохом чи листям. Дає одну генерацію на рік. В одному гнізді вирощується до 100—150 особин. Широкий полілект. Як і у інших представників підроду в гніздах на воскових пакетах з розплодом розташовуються пилкові кишені. Ця особливість біології суттєво заважає його штучному розведенню в господарських цілях.

## Значення
Джміль оперезаний — запилювач багатьох степових рослин і таких, що культивуються в степовій зоні України.

## Загрози та охорона
Загрозами є скорочення місць, придатних для гніздування, знищення гнізд цього виду під час оранки полів, луків або скошування рослин та загибель дорослих особин при обробках полів пестицидами.
Охороняється в заповідниках степової та лісостепової зон. Необхідно створити заказники і нові заповідники в інших місцях мешкання виду — в степовій зоні України.